# Luleå FC
Luleå FC, bildad 4 december 1992, är en fotbollsförening i Luleå med stor ungdomsverksamhet, bland annat i Svartöstaden, Örnäset och Kallkällan. Luleå FC ingår i samarbetsföreningen Luleå FF.
Föreningskansliet ligger på Lingonstigen 129 på Kallkällan.